# John Longland
John Longland ( - 1547) fue un clérigo inglés.
Ocupó los cargos de dean de Salisbury de 1514 a 1521 y de obispo de Lincoln desde 1521 hasta su muerte. Desde 1532 fue Chancellor de la Universidad de Oxford. Fue confesor de Enrique VIII.
Participaba en los círculos humanistas europeos; entre otros mantuvo contacto epistolar con Luis Vives.
Durante la Reforma anglicana se alineó con los obispos conservadores, por su reconocimiento de la presencia real de Cristo en la eucaristía. Su conservadurismo le llevó a quejarse en 1536 a Thomas Cromwell de las actividades de los predicadores protestantes en su diócesis. No obstante, se dice que estuvo entre los primeros que aconsejaron al rey anular su matrimonio con Catalina de Aragón.
John Hussey (primer barón de Sleaford) fue su steward.